# معركة كاستالا الثانية
معركة كاستالا الثانية هي معركة وقعت في 13 أبريل 1813، قاتلت القوات الإنجليزية-الإسبانية-الصقلية بقيادة الفريق السير جون موراي، القوات الفرنسية لفالنيسيا وأراغون تحت قيادة المارشال لويس غابرييل سوشيت. حيث نجحت قوات موراي في صد سلسلة من الهجمات الفرنسية على موقعها عند قمة التل، مما أجبر سوشيت على التراجع. كانت المعركة جزءاً من حرب الاستقلال الإسبانية، التي كانت بدورها جزءاً من الحروب النابليونية. ودارت في كاستالا على بعد 32 كم شمال غرب أليكانتي، بإسبانيا.
أراد الجنرال آرثر ويلزلي، ماركيز ويلنجتون، منع سوشيت من تعزيز الجيوش الفرنسية الأخرى في إسبانيا. ومن ثمّ أمر، موراي، الذي وصل تعداد جيشه لأكثر من 18,000 من قوات الحلفاء، بتحقيق هذا الغرض. لكن مناورات موراي لم تكن فعالة، بل ودفعت سوشيت إلى مهاجمة قواته. وقد التحم المارشال الفرنسي مع قوة إسبانية قريبة، استطاع هزيمتها بعدما كبدها خسائر فادحة. ركز بعدها سوشيت على سحق قوات موراي. لكن فريدريك آدم، أحد الجنرالات البريطانيين، شن هجوماً رائعاً خلف خطوط العدو في 12 أبريل، مما سمح لموراي بوضع جيشه في موقع دفاعي منيع بالقرب من كاستالا. في 13 أبريل، صدت القوات البريطانية بقيادة فريدريك آدم وجون ماكنزي مع القوات الإسبانية بقيادة صموئيل فورد ويتنجهام، هجمات سوشيت الأمامية وكبدته خسائر فادحة. فانسحب الفرنسيون لكن موراي لم يستكمل تحقيق انتصاره.

## خلفية تاريخية
كان سوشيت هو الوحيد من بين جنرالات نابليون، الذي حاز على عصا المارشال لانتصاراته في إسبانيا. ومع ذلك، تجنب التعاون مع زملائه من القادة الفرنسيين وتصرف كما لو أن مقاطعتي أراغون وبلنسية من ممتلكاته الخاصة. على الرغم من ذلك، فإن الجنرال آرثر ويلزلي، ماركيز ويلنجتون عرف أنه إذا تدخلت قوات سوشيت في معارك في وسط وشمال إسبانيا، فقد تسير الأمور بشكل سيء بالنسبة للجيش البريطاني. لذا طلب ويلنجتون توجيه عمليات إنزال بري على الساحل الشرقي لإسبانيا من أجل إبقاء جنود سوشيت في أماكنهم.
ومنذ صيف عام 1812، كانت قوة أنجلو-صقلية قوامها 8,000 فرد، انضم إليها حوالي 6,000 جندي إسباني من مينورقة، قد احتلت ميناء أليكانتي على الساحل الشرقي لإسبانيا. أجرى الجيش البريطاني تغييرات مستمرة لجنرالاته، لكن ذلك لم يساهم في المجهود الحربي للقوات الإنجليزية وحلفائها. وفي فبراير 1813، اُختير موراي لقيادة قوة الدعم العسكري المؤلفة من 18,000 رجل.

## تمهيد
في أوائل أبريل، بعد إجراء موراي لبعض المناورات غير الحاسمة، نشر جيشه الصغير في بليانة، شمال غرب أليكانتي. وفي الوقت نفسه، قرر سوشيت مفاجأة الجنرال البريطاني وحلفائه الإسبان. فقسم المارشال الفرنسي قوته إلى لواءين، أرسل واحداً تحت قيادة جنرال الفرقة جان إيسيدور هاريسبي لمهاجمة قوة إسبانية في يكلا. وأما الثاني فقد سار تحت قيادة سوشيت نفسه لمواجهة موراي في بليانة.
وفي 11 أبريل 1813، هاجم هاريسبي الجنرال ميجاريس وثلاثة آلاف من جيش مرسية الإسباني في يكلا. في هجوم مفاجئ قاده فوج الخيالة «الهوسار» الرابع وفوج خيالة «التنين» الرابع والعشرون، حيث هزموا القوات الإسبانية، التيى خسرت 400 قتيل و1000 أسير. حيث سُحقت كتيبتين من المشاة تماماً. في حين اعترف الفرنسيون بخسارة 18 قتيلاً و61 جريحاً.
سمع موراي عن هذه الكارثة في ظهيرة نفس اليوم. فقرر فوراً الانسحاب إلى أليكانتي، حيث أبقى فرقة تضم 2,200 رجلاً مسلحين تماماً تحت قيادة العقيد فريدريك آدم عند ممر بيار لتغطية انسحابه. وفي صباح يوم 12 أبريل، استولى سوشيت على كتيبة إسبانية في بليانة، ثم انطلق في أثر موراي. وفي بيار، اشتبك الفرنسيون مع مؤخرة جيش آدم فريدريك، لكنهم لم يتمكنوا من التغلب على تلك القوة المجهزة جيداً، التي كانت تتألف من عناصر من الجيش البريطاني، فيلق الملك الألماني وقوات إيطالية وإسبانية. نجح آدم في صد متعقبيه الفرنسيين، في معركة رائعة دامت خمس ساعات، مما سمح لموراي بتركيز جيشه في كاستالا. وفي إحدى الحوادث، تتبع سلاح الفرسان لسوشيت أعدائهم بعد طردهم لجنود الحلفاء من بيار. لكن هذه المحاولة لجعل انسحاب جنود الحلفاء يبدو كهزيمة محققة باءت بالفشل عندما وقع الجنود الفرنسيون في كمين مُحكم نصبته ثلاث سرايا من فوج المشاة السابع والعشرون «إنيسكيلين». خلال المعركة، خسر الفرنسيون لحوالي 300 رجلاً وفقد آدم 260 ما بين قتيل وجريح و41 مفقوداً. كما أُجبر العقيد البريطاني على التخلي عن اثنين من مدافعه الأربعة.

## المعركة

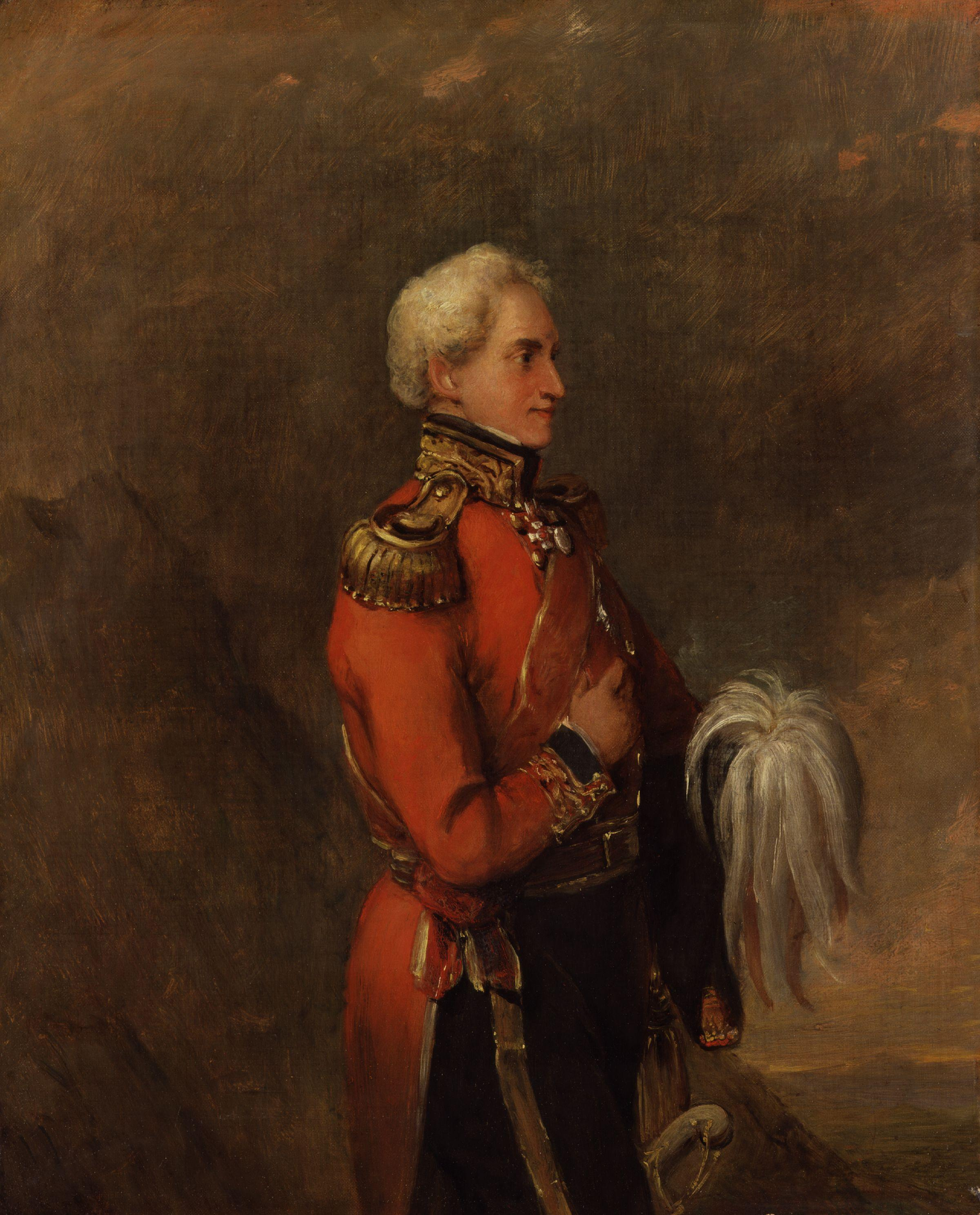
أبلى فريدريك آدم بلاءاً حسناً أثناء قيادته للواء في بيار وكاستالا.

تألف جيش موراي من 18,716 رجلاً نُظموا في قوات متقدمة، فرقتان أنجلو-إيطاليتان، فرقتان إسبانيتان، إضافة إلى سلاح الخيالة والمدفعية. بينما تألفت قوات آدم المتقدمة من 1,179 من الرجال نُظموا في ثلاث كتائب وفصائل مختلفة. كما بلغ تعداد أفراد الفرقة الأولى للفريق وليام هنري كلينتون 4,036 رجلاً منظمين في خمس كتائب. ووصلت قوات الجنرال جون ماكنزي إلى 4,045 جندياً منظمين في خمس كتائب أيضاً. وكانت الفرقة الإسبانية الأولى للعقيد صمويل فورد ويتنجهام 3,901 جندياً منظمين في ست كتائب، بينما ضمت الفرقة الإسبانية الثانية للجنرال فيليب روش 4,019 رجلًا منظمين في خمس كتائب. وإضافة إلى تلك القوات، كان هناك 1,036 من جنود سلاح الفرسان في تسعة أسراب و30 مدفع يشغله حوالي 500 رام.
يتألف موقع كاستالا القوي من سلسلة من التلال التي تعلوها قلعة تطل على قاع نهر عميق. وهناك نتوء صخري يمتد أمام سلسلة التلال تجعل أي هجوم على الموقع يتفرق. علاوة على ذلك، توجد قناة مغمورة بالمياه تحمي الجانب الأيمن من الخط الدفاعي للقوات الأنجلو-حليفة.
وضع موراي فرقة ويتنجهام الإسبانية في موقع محصّن على الميسرة. وتمركز لواء آدم على يسار القلب وفرقة ماكينزي على يمين القلب. ووضع القائد البريطاني فرقة كلينتون على الميمنة. كما وضع جزء من فرقة الجنرال روش أمام قوة كلينتون، لدعم واجهة الخيالة. بينما وضع باقي رجال روش وسلاح الخيالة في مؤخرة قلعة كاستالا كاحتياطي.
كانت القوات المتاحة لدى سوشيت فرقة خيالة واحدة وثلاث فرق مشاة. قاد الجنرال أندريه جوزيف بوسارت 1,424 فارساً منتظمين في ثماني سرايا. ونظراً لتخلف الجنرال لويس فرانسوا فيليكس موسنيير، فقد قاد الجنرال لويس بينوا روبرت رجال الفرقة الأولى البالغ عددهم 5,084 رجال في ثماني كتائب. وضمت الفرقة الثانية للجنرال هاريسب 4,052 جندياً منتظمين في ست كتائب، بينما ضمت الفرقة الثالثة من فرقة بيير جوزيف هابرت 2,722 جندياً منتظمين في أربع كتائب. وكان لدى الفرنسيين 282 رام مِدفعي يُشغلون 24 قطعة مدفعية.
خطط سوشيت لإرسال روبرت وهابرت مع فرقهم لمواجهة قلب خط موراي. وفي غضون ذلك، ستهدد خمس سرايا فولتيغير (وحدات مناوشات عسكرية فرنسية خفيفة) ميسرة الجناح المتطرف للإنجليز وحلفائهم بينما تطوق خيالة بوسارت ميمنة جناح العدو. في حين وُضعت فرقة هارسيب كاحتياطي. ظن الفرنسيون أن ضربة قاسية ستفسر عن فرار المشاة الإسبان والإيطاليين. وقبل بدء المعركة، أمر موراي ويتنجهام بتحريك فرقته غرباً من أجل الالتحام مع الجناح الأيمن الفرنسي. تبعاً لذلك، بدأ ويتنغهام تنفيذ تعليماته من خلال وضع قواته في حالة حركة وفتح فجوة في القلب.
في ظهر يوم 13 أبريل، اندفعت القوات الفرنسية إلى الأمام. جرى هجوم روبرت في خمسة طوابير. تجاهل ويتنجهام من تلقاء نفسه، الأوامر التي أصدرها وأعاد فرقته إلى موقعها الأصلي. بينما فصل كتيبة واحدة للتصدي للفولتيغير. صدت قوات وينتجهام الإسبانية الثابتة طوابير روبرت الثلاثة اليمنى. في حين هاجم طابوران أقصى اليسار قوات آدم وجرى صدهما أيضاً. وخلال مبارزة موجزة من مسافة قصيرة بالبنادق، أوقعت قوة آدمز من فوج المشاة السابع والعشرون، المنتظم في خط دفاعي، 369 ضحية من خط الطابور (121) المهاجم. فاعترض ماكينزي سبيل هابرت ولم تتمكن خيالة بوسارت من عبور المجرى المغمور.
وجد سوشيت نفسه في موقف صعب، فبعد هزيمة قواته من المشاة وتوجه خيالته لملاقاة أحد الأجنحة، تفوق العدو على رجاله عددياً. وقد ثبت أن موراي كان بطيئاً في استغلال نجاحه، غير أن الفرنسيين تمكنوا من الانسحاب دون عناء تقريباً. دافع حراس مؤخرة قوات سوشيت بشجاعة عن ممر بيار مما سمح للفرنسيين بالفرار لكن مع خسارة إضافية.

## نتائجها
عانت القوات الأنجلو-حليفة من خسائر بلغت 440 ضحية. خسر رجال ويتنغهام 233 رجلاً، وخسر آدم 70 رجلاً وأما ماكنزي فقد خسر 47 رجلاً. في حين اعترف سوشيت بخسارة 800 ضحية في يكلا وبيار وكاستالا، لكن من المحتمل أن يكون هذا العدد ضعيف للغاية. فقد ادعى موراي أنه ألحق بأعدائه خسائر بلغت 2,500 ضحية. وهناك رقم محتمل آخر يقدر الخسائر الفرنسية في كاستالا بنحو 1,300 ضحية. أخفق موراي في الاستفادة من انتصاره عندما واصل تراجعه إلى أليكانتي. جاءت المعركة التالية ضمن مسرح الأحداث خلال حصار طراغونة.

## القوات المشاركة في المعركة

### قوات الحلفاء
بلغ جيش موراي 17,080 من المشاة و1,036 من الخيالة و30 مدفع. وكانت يتألف من فرقتين أنجلو-إيطاليتين وفرقتي مشاة إسبانيتين، بالإضافة إلى فرقة آدم. جاء تشكيل الجيش على النحو التالي.
- الجنرال جون موراي، فرقة جون موراي البارونية الثامنة
  - الفرقة الأنجلو-إيطالية الأولى: بقيادة الفريق جنرال وليام هنري كلينتون (4,036 رجل)
    - فوج المشاة العاشر (شمال لينكولن)- السرية الأولى
    - فوج المشاة الخامس والثامنون (روتلاندشاير)- السرية الأولى
    - فوج المشاة الواحد والثامنون (متطوعي لينكولن المخلص)- السرية الأولى
    - الفوج الإيطالي الثاني (كتيبة واحدة)
    - كتيبة رول ديلون

  - الفرقة الأنجلو-إيطالية الثانية: بقيادة الجنرال جون ماكنزي (4,045 رجل)
    - فوج المشاة السابع والعشرون (إنيسكيلين)- السرية الأولى
    - كتيبة الرتل الرابعة التابعة لفيلق الملك الألماني
    - كتيبة الرتل السادسة التابعة لفيلق الملك الألماني
    - فوج استيرو الصقلي (كتيبتان)

  - الفرقة المستقلة: بقيادة العقيد فريدريك آدم (1,179 رجل)
    - فوج المشاة السابع والعشرون (إنيسكيلين)- السرية الثانية
    - الفوج الإيطالي الأول (كتيبة واحدة)
    - فيلق كالابريان الحر (كتيبة واحدة)
    - السرايا الخفيفة من كتائب الرتل الثالث والرابع من فيلق الملك الألماني
    - سرية التنانين العشرين الخفيفة (سريتان ملحقتان)
    - فوج أوليفينكا (سريتان ملحقتان)
    - كتيبة الهوسار الأجنبية (فصيلة واحدة ملحقة)

  - الفرقة الإسبانية الأولى: العقيد صموئيل فورد ويتنجهام (3,901 رجل)
    - فوج مشاة قرطبة (كتيبة واحدة)
    - فوج مشاة مايوركا (كتيبة واحدة)
    - فوج مشاة غوادالاخارا (كتيبة واحدة)
    - فوج مشاة بورغوس الثاني (كتيبة واحدة)
    - فوج مشاة مرسية الثاني (كتيبة واحدة)
    - كتيبة رماة القنابل الخامسة

  - الفرقة الإسبانية الثانية: بقيادة الجنرال فيليب روش (4,019 رجل)
    - متطوعو أراغون (كتيبة واحدة)
    - المتطوعون البرتغاليون (كتيبة واحدة)
    - فوج مشاة اليكانتي
    - فوج المشاة شينشيلا
    - فوج مشاة الكناري

  - الخيالة: 9 سرايا (1,036 رجل)
  - المدفعية: 30 مدفع (500 رام)

## القوات الفرنسية المشاركة في المعركة
بلغ عدد قوات سوشيت 11,848 من المشاة و1,424 من الخيالة و24 قطعة مدفعية. جاء تشكيل جيش أراغون وفالنسيا على النحو التالي.</ref>
- المارشال لويس غابرييل سوشيت
  - الفرقة الأولى: بقيادة الجنرال لويس بينويت روبرت (5,084 رجل)
    - فوج المشاة الخفيف الأول (كتيبتان)
    - فوج المشاة الخفيف الثالث (كتيبتان)
    - فوج رتل المشاة 114 في الخط (كتيبتان)
    - فوج رتل المشاة 121 (كتيبتان)

  - الفرقة الثانية: بقيادة الجنرال جان إيسيدور هاريسبي (4,052) (لم تشترك في القتال)[15]
    - فوج رتل المشاة السابع (كتيبتان)
    - فوج رتل المشاة الرابع والأربعون (كتيبتان)
    - فوج رتل المشاة 116 (كتيبتان)

  - الفرقة الثالثة: بقيادة الجنرال بيير جوزيف هابرت (2,722)
    - فوج رتل المشاة الرابع عشر (كتيبتان)
    - فوج رتل المشاة السادس عشر (كتيبة واحدة)
    - فوج رتل المشاة 117 (كتيبة واحدة)

  - فرقة الخيالة: بقيادة الجنرال أندريه جوزيف بوسارت (1,424)[16]
    - كتيبة التنانين الرابعة والعشرون
    - كتيبة الفرسان المدرعين (Cuirassiers) الثالثة عشر
    - كتيبة الهوسار الرابعة[17]
- المدفعية: 24 مدفع (282 رام)